# 達利內 (克吉奇夫卡區)
49°19′48″N 35°37′47″E / 49.33000°N 35.62972°E
達利內（烏克蘭語：Дальнє），是烏克蘭東部的村莊，隸屬哈爾科夫州的別列斯京區。該村始建於1750年，面積0.97平方公里，海拔高度145米，2001年人口170，人口密度每平方公里174.5人。